# Сойко, Богдан Игоревич
Богда́н И́горевич Со́йко (25 августа 1938, Деражное, Костопольский район — 7 января 2023, Санкт-Петербург) — священнослужитель Санкт-Петербургской епархии Русской православной церкви (митрофорный протоиерей), многолетний настоятель Николо-Богоявленского кафедрального морского собора. Профессор Санкт-Петербургской духовной академии (2006).

## Биография
Родился 25 августа 1938 года в селе Деражное (ныне Ровенской области Украины) в семье священника. После окончания в 1955 году средней школы вместе с мамой переехал в Красноярский край, где в это время отбывал ссылку его отец. В 1956 года поступил в Ставропольскую духовную семинарию.
В 1960 году окончил Ставропольскую духовную семинарию, закрытую в том же году в ходе очередной волны богоборческих гонений.
В 1964 году окончил Ленинградскую Духовную академию со степенью кандидата богословия за сочинение «Разбор книги современного католического богослова проф. Ганса Кюнга „Собор и воссоединение“ в свете православного понимания роли и значения Соборов в Церкви». В качестве приложения к работе им был подготовлен перевод с английского языка книги «Собор и воссоединение» (279 с.). Научным руководителем являлся профессор протоиерей Виталий Боровой, рецензентом выступил протоиерей Ливерий Воронов.
21 июня 1964 года и рукоположен во диакона митрополитом Ленинградским Никодимом (Ротовым).
В 1969—2012 годы преподавал в Санкт-Петербургских духовных семинарии и академии, где имел ученые звания доцента, затем профессора.
27 сентября 1981 года рукоположен в сан священника.
С 6 октября 1981 по 1 октября 1990 года — благочинный Патриарших приходов в Финляндии.
В 1982 года митрополитом Ленинградским и Новгородским Антонием назначен наместником Свято-Троицкого собора Александро-Невской Лавры.
В 1987 году назначен на должность настоятеля Николо-Богоявленского кафедрального морского собора.
В 1996—2005 годы возглавлял епархиальный отдел по взаимодействию с Вооружёнными Силами и правоохранительными органами.
Профессор кафедры истории СПбГУП (1999—2000), член Учёного совета (1999—2004). Принимал участие в Международных Лихачёвских научных чтениях, регулярно выступал на Днях знаний. При его непосредственном участии был создан и освящен храм СПбГУП (24 мая 1992).
Скончался 7 января 2023 года в Санкт-Петербурге. 9 января 2023 года митрополит Санкт-Петербургский и Ладожский Варсонофий (Судаков) возглавил его отпевание в Николо-Богоявленском морском соборе. На отпевании присутствовал губернатор Александр Беглов, который произнёс слова соболезнования. В тот же день почивший был похоронен на Никольском кладбище Александро-Невской лавры.

## Публикации
- Паломничество на Святую Гору // Журнал Московской Патриархии. 1970. — № 3. — С. 7-12.
- Ответный визит Национальному Христианскому Совету Японии // Журнал Московской Патриархии. 1970. — № 11. — С. 56-59.
- Визит Папе и Патриарху Коптской Церкви Шенуде III // Журнал Московской Патриархии. 1976. — № 4. — С. 66-67.
- На инаугурации Архиепископа Йона Викстрёма — Примаса Евангелическо-Лютеранской Церкви Финляндии // Журнал Московской Патриархии. 1983. — № 2. — С. 74-75. (в соавторстве с архимандритом Мануилом)
- Д-р Самуэль Лехтонен — епископ Евангелическо-Лютеранской Церкви Финляндии // Журнал Московской Патриархии. 1983. — № 5. — С. 64-65.
- К кончине иерарха Православной Церкви Финляндии [епископа г. Йоэнсу Алексия] // Журнал Московской Патриархии. 1984. — № 5. — С. 62-64.
- Празднование 70-летия Архиепископа Карельского и всей Финляндии Павла // Журнал Московской Патриархии. 1984. — № 12. — С. 57-58.
- Евангелие царства Божиего в истории русского народа: [Проповедь] // Вестник Ленинградской духовной академии. 1990. — № 3. — C. 123—127.
- Литургическое наследие святого праведного Иоанна Кронштадтского // Христианское чтение. 1997. — № 14. — C. 142—148.
- Православное учение о соборах // Христианское чтение. — 2006. — № 27. — С. 231—255.
- Жертва и жертвоприношение в Евхаристии // Христианское чтение. 2008. — № 29. — С. 107—117.